# Finsteraarhorn
O Finsteraarhorn (em português:  pico Finsteraar) com altitude de 4274 m, é a mais alta montanha dos Alpes Berneses, na Suíça e a mais alta do cantão de Berna. É também o mais alto ponto dos Alpes fora da cadeia principal, ou bacia. O Finsteraarhorn é a nona mais alta montanha dos Alpes e a terceira da cordilheira em proeminência topográfica. Desde 2001 o maciço e glaciares que o rodeiam estão classificados pela UNESCO como Património Mundial no sítio denominado Jungfrau-Aletsch-Bietschhorn.
Apesar de ser a montanha mais alta dos Alpes Berneses, o cume do Finsteraarhorn é menos frequentado que os dos montes Jungfrau e Eiger. Tal deve-se à sua localização numa das zonas mais remotas dos Alpes, completamente rodeada por vales glaciares desabitados.
O Finsteraarhorn faz parte dos cumes dos Alpes com mais de 4000 m.

## Situação
A oeste fica o glaciar Fiescher, o terceiro maior dos Alpes e a leste estão os grandes glaciares do Aar. O menor glaciar Grindelwald inferior fica a norte do maciço. O Finsteraarhorn está rodeado pelos cumes do Schreckhorn e Lauteraarhorn a norte, o Gross Fiescherhorn, Grünhorn e Gross Wannenhorn a oeste e o Oberaarhorn a leste.
O cume fica no limite entre o cantão de Valais e o de cantão de Berna, que é também a divisória de águas entre os rios Ródano (mar Mediterrâneo) e Reno (mar do Norte). O Finsteraarhorn é o ponto culminante da bacia hidrográfica do rio Reno.

## SOIUSA
Segundo a classificação SOIUSA, o Finsteraarhorn dá nome a um  sub-grupo (Grupo do Finsteraarhorn) com o código I/B-12.II-A.2.b. Faz parte do:
- Grande setor dos Alpes do Noroeste
- Secção dos Alpes Berneses
- Subsecção  Alpes Berneses iss'
- Supergrupo Grupo do Finsteraarhorn-Oberaarhorn-Galmihorn e Grupo do Finsteraarhorn-Oberaarhorn.

## Imagem

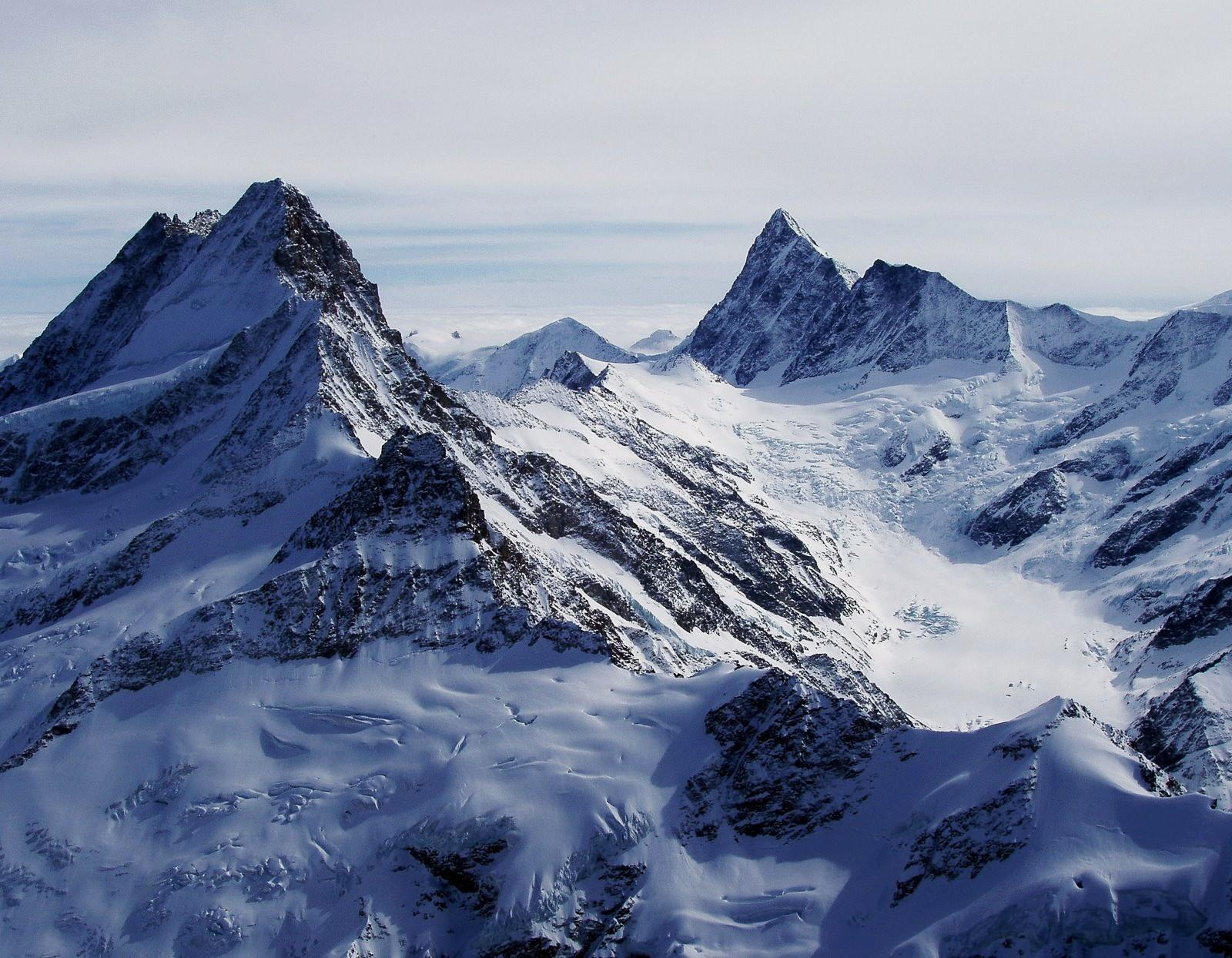
O Schreckhorn e o Finsteraarhorn (direita), com o Glaciar Grindelwald inferior entre eles.